# Murgeoniscus anellii
Murgeoniscus anellii är en kräftdjursart som beskrevs av Arcangeli 1938. Murgeoniscus anellii ingår i släktet Murgeoniscus och familjen Trichoniscidae. Inga underarter finns listade i Catalogue of Life.